# Shelta
Shelta (výslovnost: šelta, IPA: /ˈʃɛltə/, irsky: An tSeiltis, rodilými mluvčími nazýván De Gammon, též Seldru) je tradičním jazykem irských kočovníků. Jedná se o smíšený jazyk, vznikl smísením angličtiny (hlavně irské angličtiny) a irštiny.

## Počet mluvčích
Sheltou mluví asi 90 000 lidí.
| Země               | Počet mluvčích |
| ------------------ | -------------- |
| Irsko              | 6 000          |
| Spojené království | 30 000         |
| USA                | 50 000         |

## Ukázka
Ukázka shelty, pro srovnání angličtina, irština a český překlad:
| Shelta                                                                       | Anglicky                                     | Irsky                                    | Česky                               |
| ---------------------------------------------------------------------------- | -------------------------------------------- | ---------------------------------------- | ----------------------------------- |
| Our gathra, who cradgies in the manyak-norch,                                | Our Father, who art in heaven,               | Ár n-Athair atá ar neamh,                | Otče náš, jenž jsi na nebesích      |
| We turry kerrath about your moniker.                                         | Hallowed be thy name.                        | Go naofar d'ainm,                        | Posvěť se jméno tvé,                |
| Let's turry to the norch where your jeel cradgies,                           | Thy kingdom come, Thy will be done,          | Go dtaga do ríocht, Go ndéantar do thoil | Přijď království tvé, buď vůle tvá  |
| And let your jeel shans get greydied nosher same as it is where you cradgie. | On earth as it is in heaven.                 | ar an talamh, mar a dhéantar ar neamh.   | Jako v nebi, tak i na zemi.         |
| Bug us eynik to lush this thullis,                                           | Give us today our daily bread.               | Ár n-arán laethúil tabhair dúinn inniú,  | Chléb náš vezdejší dej nám dnes     |
| And turri us you're nijesh sharrig for the eyniks we greydied                | And forgive us our trespasses,               | Agus maith dúinn ár bhfiacha             | A odpusť nám naše viny,             |
| Just like we ain't sharrig at the needies that greydi the same to us.        | As we forgive those who trespass against us. | Mar a mhaithimid ár bhfiachóirí féin     | Jakož i my odpouštíme našim viníkům |
| Nijesh let us soonie eyniks that'll make us greydi gammy eyniks,             | And lead us not into temptation,             | Is ná lig sinn i gcathú                  | A neuveď nás v pokušení,            |
| But solk us away from the taddy.                                             | but deliver us from evil.                    | ach saor sinn ó olc.                     | ale zbav nás od zlého.              |